# Доннер, Лорен Шулер
Лорен Дайан Шулер Доннер (англ. Lauren Diane Shuler Donner; род. 23 июня 1949) — американский кинопродюсер, который специализируется на семейных фильмах. Она владеет компанией The Donners' Company вместе со своим мужем, режиссёром Ричардом Доннером.
Её фильмы собрали в мировом прокате более 3 миллиардов долларов по всему миру, в основном благодаря успешной серии «Люди Икс».

## Ранняя жизнь и карьера
Лорен Шулер родилась в Кливленде, Огайо, в семье оптового дистрибьютора и домохозяйки. Она выросла в Колумбусе, во время жизни в котором увлекалась фотографией и часто ходила в кино со своим кузеном. После просмотра фильма «Охотник на оленей» Шулер решила, что будет работать в киноиндустрии. Она изучала кинематографию в Бостонском университете, специализируясь на кинопроизводстве и монтаже.

## Личная жизнь
Страдает системной красной волчанкой, в детстве имела проблемы с почками.
Шулер Доннер имеет либеральные политические взгляды и любит работать с фильмами, которые выражают её убеждения: «Дэйв» — о политике, «Освободите Вилли» — о морской фауне, а «Отель для собак» — о правах животных.

## Награды и звания
В 2008 году Лорен Шулер Доннер получила звезду на «Аллее славы» в Голливуде рядом со звездой своего мужа. В 2006 году Лорен получила премию «Women in Film Crystal Award» вместе с Дженнифер Лопес и Дайан Уоррен.

## Фильмография
- Мистер мама / Mr. Mom (1983)
- Леди-ястреб / Ladyhawke (1985)
- Огни святого Эльма / St. Elmo's Fire (1985)
- Девушка в розовом / Pretty in Pink (1986)
- Три беглеца / Three Fugitives (1989)
- Смертельное оружие 3 / Lethal Weapon 3 (1992) (камео; реж. Ричард Доннер)
- Стремящийся ввысь / Radio Flyer (1992)
- Дэйв / Dave (1993)
- Освободите Вилли / Free Willy (1993)
- Услуга / The Favor (1994)
- Мэверик / Maverick (1994) (камео; реж. Ричард Доннер)
- Освободите Вилли 2 / Free Willy 2 (1995)
- Убийцы / Assassins (1995) (исполнительный продюсер)
- Вулкан / Volcano (1997) (исполнительный продюсер)
- Освободите Вилли 3 / Free Willy 3 (1997) (исполнительный продюсер)
- Булворт / Bulworth (1998) (исполнительный продюсер)
- Вам письмо / You've Got Mail (1998)
- Каждое воскресенье / Any Given Sunday (1999)
- Люди Икс / X-Men (2000)
- Молодожёны / Just Married (2003)
- Люди Икс 2 / X2 (2003)
- В ловушке времени / Timeline (2003)
- Константин / Constantine (2005)
- Она — мужчина / She's the Man (2006)
- Люди Икс: Последняя битва / X-Men: The Last Stand (2006)
- Полупрофессионал / Semi-Pro (2008)
- Тайная жизнь пчёл / The Secret Life of Bees (2008)
- Отель для собак / Hotel for Dogs (2009)
- Люди Икс: Начало. Росомаха / X-Men Origins: Wolverine (2009)
- История одного вампира / Cirque du Freak: The Vampire's Assistant (2009)
- Возмездие / Edge of Darkness (2010)
- Люди Икс: Первый класс / X-Men: First Class (2011)
- Росомаха: Бессмертный / The Wolverine (2013)
- Люди Икс: Дни минувшего будущего / X-Men: Days of Future Past (2014)
- Дэдпул / Deadpool (2016)
- Люди Икс: Апокалипсис / X-Men: Apocalypse (2016)
- Легион / Legion (2016)
- Одарённые / The Gifted (2017)
- Дэдпул 2 / Deadpool 2 (2018)
- Люди Икс: Тёмный Феникс / X-Men: Dark Phoenix (2019)
- Новые мутанты / The New Mutants (2020)
- Дэдпул и Росомаха / Deadpool & Wolverine (2024)